# Die Möllner Briefe
Die Möllner Briefe (internationaler Titel The Moelln Letters) ist ein Dokumentarfilm der Regisseurin Martina Priessner. Der Film thematisiert den rassistischen Brandanschlag von Mölln im Jahr 1992, bei dem drei Menschen ums Leben kamen, und verfolgt die Geschichte von İbrahim Arslan, einem Überlebenden des Anschlags. Arslan erfuhr erst 2019 von den „Möllner Briefen“, in denen Hunderte von Menschen ihre Anteilnahme und Solidarität mit den Opfern des Anschlags ausdrückten. Der Film folgt Arslans Spurensuche nach den Verfassern dieser Briefe und untersucht die Bedeutung der Erinnerung an den Anschlag sowie die Lücken in der deutschen Erinnerungskultur. Anlässlich der 75. Berlinale feierte der Film im Jahr 2025 in der Sektion Panorama seine Weltpremiere.

## Handlung
Am 23. November 1992 verübten Neonazis einen rassistisch motivierten Brandanschlag in Mölln. Zwei Wohnhäuser gingen in Flammen auf, drei Familienmitglieder starben: Bahide Arslan (51), die ihrem Enkel İbrahim Arslan das Leben rettete, seine Schwester Yeliz Arslan (10) und seine Cousine Ayşe Yilmaz (14). İbrahim Arslan selbst überlebte als Siebenjähriger schwer verletzt. Jahrzehnte später stößt eine Studentin im Möllner Stadtarchiv zufällig auf Briefe von Menschen, die damals ihre Solidarität mit den Überlebenden ausdrückten. Sie nimmt Kontakt zu den Überlebenden auf und bringt die Stimmen von damals mit der Gegenwart in Verbindung.
In den Jahren nach der Tat wurden zahlreiche Solidaritätsbriefe an die Stadt Mölln geschickt, doch diese blieben fast drei Jahrzehnte lang unbeachtet im Stadtarchiv Mölln verschlossen und wurden nicht an die Familien weitergeleitet. İbrahim Arslan begibt sich auf Spurensuche, um die Verfasserinnen und Verfasser dieser Briefe zu finden und die Gründe für das lange Verschwinden der Briefe zu erfahren. In der Nähe von Hamburg trifft er Sonja, die als 12-Jährige einen Brief an die Familie Arslan schrieb. Als Geschenk legte sie ihrem Brief einen Stein als Glücksbringer bei. Mit einer jüdischen Frau, die ihren Solidaritätsbrief in türkischer Sprache übersetzt hatte, spricht İbrahim Arslan über die Kontinuitäten der Geschichte, die bis in die Gegenwart nachwirken.
Die Familienmitglieder gehen auf unterschiedliche Weise mit den traumatischen Ereignissen um. İbrahim Arslan beschreibt, dass er sich besser fühlt, wenn er aktiv Erinnerungskultur betreibt und als Zeitzeuge an Bildungseinrichtungen wie Schulen spricht. Sein Bruder Namik versuchte jahrelang, das Trauma durch Essen zu kompensieren, bis er sich einer Magenverkleinerung unterzog und begann, seine gesundheitlichen Probleme anzugehen. Auch seine Frau erzählt, dass die Wochen rund um den 23. November für sie eine sehr angespannte Zeit sind und dass das Sprechen über die traumatischen Erlebnisse nahezu unmöglich erscheint. Hava Arslan bewahrt sorgfältig Gegenstände ihrer Tochter Yeliz auf. Sie und ihr Mann ließen ihre Kinder nach dem Anschlag nicht mehr aus den Augen. In der Nacht blieb stets ein Elternteil wach, um sicherzustellen, dass alles in Ordnung ist. Später übergibt Hava Arslan die gut gehüteten Erinnerungsstücke an eine Archivarin, damit diese dauerhaft und sicher aufbewahrt werden.
Ein Gespräch zwischen dem Bürgermeister der Stadt Mölln, dem Archivar des Stadtarchivs Mölln und İbrahim Arslan verläuft enttäuschend. Trotz früherer Zusagen werden keine konkreten Maßnahmen ergriffen, und es wird deutlich, dass die behördlichen und bürokratischen Strukturen keinen Raum für eine angemessene Handhabung der im Archiv aufbewahrten Briefe lassen. İbrahim Arslan setzt sich dafür ein, dass die Briefe, die die Stadt Mölln den Familien vorenthielt, den Familien übergeben werden. Erst nach wiederholtem Nachfragen wird klar, dass das gesamte Material vorerst nicht in seiner Gesamtheit zur Verfügung gestellt wurde. Die Entscheidung wird getroffen, die Briefe und verwandte Materialien zur Erschließung, Archivierung und vollständigen Digitalisierung an das Dokumentationszentrum und Museum über die Migration in Deutschland (DOMiD) zu übergeben.
Die Stadt Mölln richtete jährlich eine Gedenkveranstaltung zum Brandanschlag aus, bei der jedoch die Betroffenen nicht im Mittelpunkt standen. Infolgedessen setzten sich die Angehörigen der betroffenen Familien selbst dafür ein, eine würdige und selbstbestimmte Gedenkpraxis zu etablieren. Es wird deutlich, wie tief das Verbrechen weiterhin im kollektiven Gedächtnis verankert ist und wie häufig die Perspektiven der Opfer und Überlebenden ausgeklammert werden. İbrahim Arslan fordert eine neue Form des Erinnerns, die nicht nur die Verbrechen anerkennt, sondern auch den Opfern und ihren Geschichten den gebührenden Raum und die Aufmerksamkeit verschafft.

## Hintergrund
Die „Möllner Briefe“ gelten als ein besonderes Zeitzeugnis der deutschen Geschichte und wurden in die Sammlung des Dokumentationszentrums und Museums über die Migration in Deutschland (DOMiD) aufgenommen. Sie dokumentieren das Entsetzen der Zivilgesellschaft über die rassistischen Brandanschläge Anfang der 1990er Jahre und das Mitgefühl mit den Betroffenen. Durch die Archivierung und Digitalisierung bei DOMiD werden die Briefe künftig der Forschung zugänglich gemacht, unter Wahrung der Persönlichkeitsrechte.
Bisher ist nicht bekannt, warum die Briefe den Familien laut deren Angaben nicht bekannt waren, obwohl diese im Stadtarchiv bewahrt und dort auch im Rahmen von Bildungsangeboten genutzt wurden. İbrahim Arslan: „Wenn wir damals von der Anteilnahme und Solidarität in der Gesellschaft gewusst hätten, hätte uns das damals geholfen und ein wenig Trost gespendet.“
Für die Materialsammlung, die dem DOMiD von den Familien übergeben wurde, stammt der Begriff, den die Familien nutzen: die „Möllner Briefe“. DOMiD hat die ersten Schreiben Anfang 2021 in die Sammlung aufgenommen und vollständig digitalisiert. Ein später entdecktes weiteres Konvolut wurde 2023 inventarisiert. Insgesamt handelt es sich um 908 Schriftstücke, z. B. Briefe, Postkarten, Trauerkarten, Faxe, Telegramme, aber auch Gedichte, Unterschriftenlisten und Zeichnungen. Hierbei nicht eingerechnet sind die ebenfalls zum Bestand gehörenden Kondolenzbücher, Pressesammlungen, Ausstellungstafeln, Resolutionen, Plakate sowie Antwortvorlagen der Stadt Mölln.
In einem Artikel der Zeit wird beschrieben, wie nach dem Brandanschlag von Mölln die Briefe, die als Zeichen der Solidarität an die Familie Arslan geschickt wurden, vom Ordnungsamt gesammelt, geöffnet und gelesen wurden – auch solche, die direkt an die Familie adressiert waren. Die Stadtverwaltung antwortete darauf mit vorformulierten Schreiben und legte die Briefe ins Stadtarchiv, anstatt sie der Familie zu übergeben. Laut den Akten erhielt die Familie die Briefe nur teilweise, oft in Form von Kopien, und nicht immer im Original. İbrahim Arslan erfuhr erst 2016 von den „Möllner Briefen“, als eine Studentin das Stadtarchiv besuchte, um ihre Masterarbeit über die Anschläge in Mölln zu schreiben. Beim Durchsehen der Akten stieß sie auf die Briefe und nahm anschließend Kontakt zu Arslan auf.
İbrahim Arslan ist Überlebender des rassistischen Brandanschlags von 1992 in Mölln und setzt sich gegen Rassismus aus der Perspektive der Betroffenen und ihrer Angehörigen ein. Mit seiner Methode des „Reclaim & Remember“ ermutigt er viele, nicht als passive Opfer aufzutreten und die Erinnerung an ihre oft traumatischen Erlebnisse einzufordern.

## Produktion
Der Dokumentarfilm wurde von Inselfilm Produktion produziert und hatte seine Weltpremiere auf der Berlinale 2025. Die Musik komponierte Derya Yıldırım.

## Rezensionen
Derya Türkmen schrieb für die taz: „Der Film macht deutlich, dass sich ein Muster aus Verdrängung und Verharmlosung wiederholt – und stellt die drängende Frage: Haben wir aus Mölln, Hanau und Halle gelernt? Priessner hält der Gesellschaft einen Spiegel vor und zeigt: Erinnern ist keine Pflicht der Vergangenheit, sondern eine Verantwortung der Gegenwart. „Die Möllner Briefe“ ist ein Film, der wehtut. Ein Film, der wütend macht. Und ein Film, der gleichzeitig Hoffnung gibt – weil er zeigt, dass es Menschen gibt, die sich gegen das Vergessen wehren.“
Der Film-, Fernseh- und Theaterkritiker Matthias Dell schrieb für die Zeit: „Priessners Film ist einerseits schön, weil es berührend ist zu sehen, wie viele Menschen damals ihr Mitgefühl zum Ausdruck gebracht haben und in welchen Worten. Er ist andererseits aber auch unangenehm für das weiße Deutschland. Denn wenn man sich fragt, was die Verantwortlichen seinerzeit davon abgehalten hat, das zu tun, was jedes Kind versteht, nämlich die Briefe an die Hinterbliebenen weiterzuleiten, lautet die Antwort: Rassismus.“

## Auszeichnungen
Der Film Die Möllner Briefe gewann auf der Berlinale 2025 den Panorama Publikumspreis für den besten Dokumentarfilm.
Regisseurin Martina Priessner wurde für ihren Dokumentarfilm Die Möllner Briefe mit dem Amnesty-Filmpreis ausgezeichnet.